# Regnosaurus
Genre
Espèce
Regnosaurus (signifiant « lézard du Sussex ») est un genre de dinosaures stégosaures du Crétacé inférieur retrouvé en Angleterre. Il devait faire environ 4 mètres de long[réf. souhaitée]. L'espèce-type, Regnosaurus northamptoni, est décrite et nommée par Gideon Mantell en 1848.
Le genre est basé sur des restes trouvés près de Cuckfield, au Sussex. Ils sont conservés par le musée d'histoire naturelle de Londres (BMNH).
Regnosaurus a été classé pour la première fois chez les stégosaures en 1993 par George Olshevsky et T. L. Ford. La classification a par la suite été confirmée par Paul Barret et Paul Upchurch en 1995, qui concluent également que le genre se rapproche de Huayangosaurus. Cependant, plusieurs recherches récentes (dont celle de Maidment SCR, Norman DB, Barrett PM et Upchurch P., 2008) concluent que Regnosaurus est nomen dubium.

## Découverte

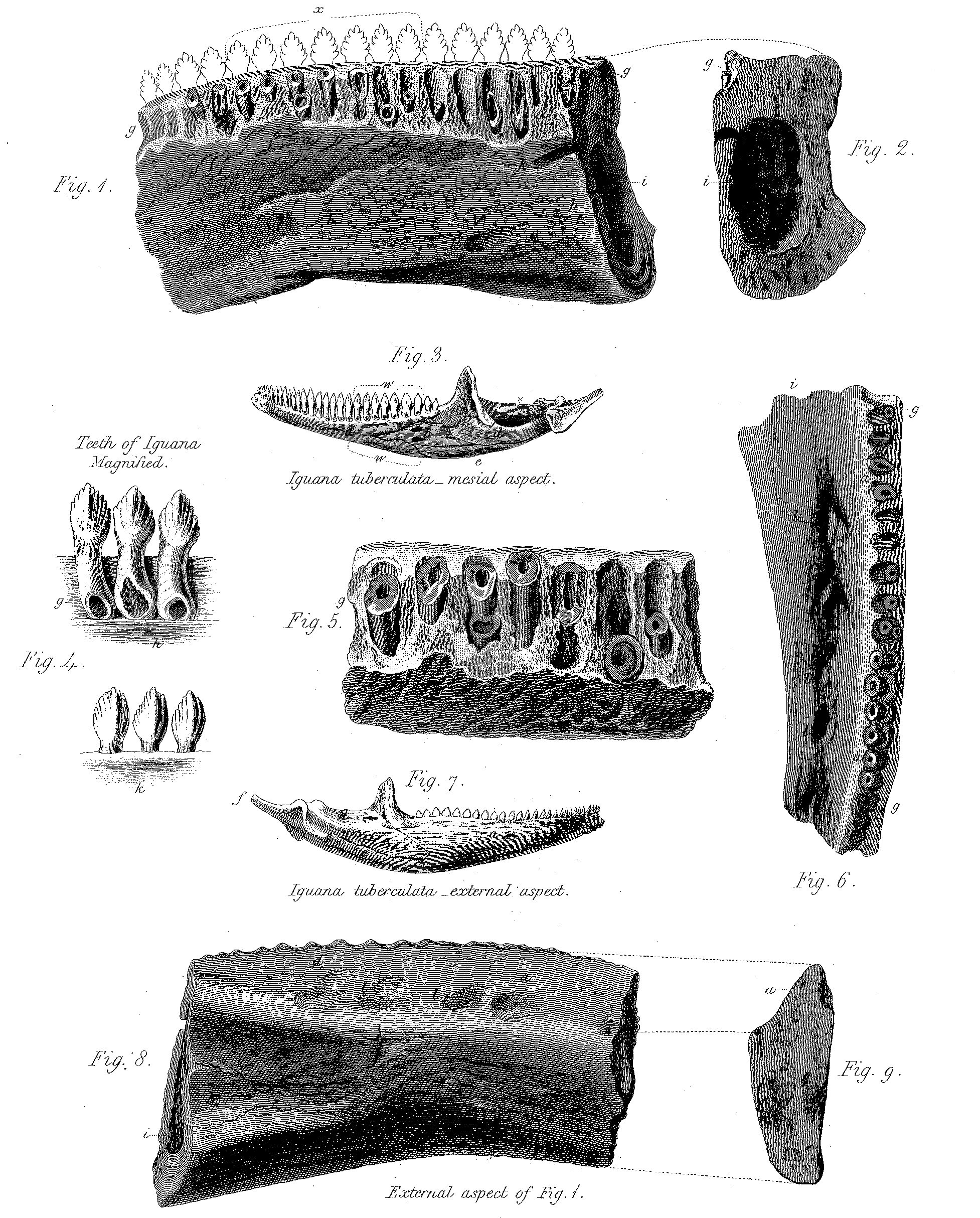
Mâchoire du Regnosaurus comparée à celle d'un iguane.

En 1839, Gideon Mantell note les fossiles lors d'une visite au BMNH. Il en vient rapidement à la conclusion que le spécimen exposé, jusqu'alors inconnu, est lié à l'iguanodon. Il le présente ainsi le 8 février 1841 à la Royal Society. Son interprétation est immédiatement contestée par Richard Owen, qui affirme qu'elle manque de preuves.
En 1848, après la découverte de plusieurs « vraies » mâchoires d'iguanodon, Mantell change d'avis et conclut que le spécimen appartient à un genre ou à un sous-genre à part, qu'il nomme Regnosaurus Northamptoni. Le nom générique est tiré de « Regni » ou « Regnenses », une tribu habitant le Sussex. Le nom spécifique est donné en l'honneur de Spencer Compton, second marquis de Northampton, président de la Royal Society approchant de la retraite. L'espèce est renommée par la suite Regnosaurus northamptoni afin d'être conforme à la notation moderne.
Regnosaurus est basé sur l'holotype BMNH 2422. Avec le temps, on a tenté d'y rattacher d'autres éléments, mais sans succès.